# Jérémy Toulalan
Jérémy Toulalan (Nantes, 10 de setembro de 1983) é um ex-futebolista francês que atuava como volante. 

## Carreira
Nascido em Nantes, Toulalan se profissionalizou pelo clube de sua cidade natal, o Nantes, tendo sua estreia no ano de 2001. Ficou na mesma equipe até 2006, quando transferiu-se para o Lyon, por uma quantia de 7 milhões de euros. Pelo Lyon, Toulalan foi campeão francês nas temporadas de 2006-07 e 2007-08, ganhando também a Copa da França na temporada 2007-08 e a Supercopa da França nos anos de 2006 e 2007. 
Em 11 de junho de 2011, foi anunciado que Toulalan estava se transferindo do Lyon para o Málaga, Espanha, por uma quantia de 10 milhões de euros. Após a histórica campanha do Málaga na Liga dos Campeões de 2012–13, o clube foi punido pela UEFA por conta dos problemas financeiros. Em 2013, Toulalan deixou o clube espanhol e retornou a solo francês, apresentado como reforço do AS Monaco, equipe pela qual atuou até 2016, quando juntou-se ao Bordeaux, sua última equipe e onde permaneceu até 2018.

## Títulos
Lyon
- Campeonato Francês: 2006-07, 2007-08
- Copa da França: 2007-08
- Supercopa da França: 2006, 2007

Málaga
- Torneio da Costa do Sol: 2011, 2012

### Prêmios individuais
- Equipe do torneio do Campeonato Europeu Sub-21 de 2006[6]